# 대한민국 형사소송법 제8조
대한민국 형사소송법 제8조는 사건의 직권이송에 대한 형사소송법의 조문이다.

## 조문
제8조(사건의 직권이송) ① 법원은 피고인이 그 관할구역 내에 현재하지 아니하는 경우에 특별한 사정이 있으면 결정으로 사건을 피고인의 현재지를 관할하는 동급 법원에 이송할 수 있다.

②단독판사의 관할사건이 공소장변경에 의하여 합의부 관할사건으로 변경된 경우에 법원은 결정으로 관할권이 있는 법원에 이송한다.

第8條(事件의 職權移送) ① 法院은 被告人이 그 管轄區域 內에 現在하지 아니하는 境遇에 特別한 事情이 있으면 決定으로 事件을 被告人의 現在地를 管轄하는 同級 法院에 移送할 수 있다.
②單獨判事의 管轄事件이 公訴狀變更에 의하여 合議部 管轄事件으로 변경된 경우에 法院은 決定으로 管轄權이 있는 法院에 移送한다. <新設 1995.12.29.>

## 참조 조문
제8조(소송기록 등의 송부방법 등) ① 제3조제2항, 제4조제3항, 제4조의2제3항 또는 제6조제3항의 각 규정에 의하여 또는 법 제8조의 규정에 의한 이송결정에 의하여 소송기록과 증거물을 다른 법원으로 송부할 때에는 이를 송부받을 법원으로 직접 송부한다.
②제1항의 송부를 한 법원 및 송부를 받은 법원은 각각 그 법원에 대응하는 검찰청검사에게 그 사실을 통지하여야 한다.
[전문개정 1991.8.3.]

## 사례
갑은 서울중앙지방법원 단독부에서 징역 6월의 실형을 선고받고 항소한 후 서울중앙지방법원 항소부가 사건을 심리하던 중 공소장변경으로 사건이 합의부관할사건이 된 경우, 지방항소부가 아닌 고등법원으로 이송하여야 한다.

## 판례
- 항소심에서 공소장변경에 의하여 단독판사의 관할사건이 합의부 관할사건으로 된 경우에도 법원은 사건을 관할권이 있는 법원에 이송하여야 하고, 항소심에서 변경된 위 합의부 관할사건에 대한 관할권이 있는 법원은 고등법원이라고 봄이 상당하다[1]

## 같이 보기
- 이송
- 결정
- 대한민국 형사소송법 제403조